# Donner Pass
Der Donner Pass ist ein 2151 m (7056 ft) hoher Gebirgspass in der nördlichen Sierra Nevada. Er wurde nach George Donner benannt, dem Führer der Donner Party, deren Versuch, Ende 1846 die Sierra Nevada zu überqueren, in einer Tragödie endete.
Der Pass war Teil des California Trails und wurde von der First Transcontinental Railroad, der Overland Route (Union Pacific Railroad), dem Lincoln Highway und dem Victory Highway (beide später U.S. Route 40 und noch später Donner Pass Road) sowie indirekt von der Interstate 80 genutzt. Heute ist die Umgebung des Passes ein Erholungsgebiet mit mehreren Gebirgsseen und Skigebieten.

## Geschichte
Um Kalifornien vom Osten her zu erreichen, mussten Pioniere ihre Trecks über die Sierra Nevada bringen. Im November 1844 überquerte die Stephens-Townsend-Murphy Party als erste Gruppe weißer Siedler den Pass, der jedoch nach einer späteren Gruppe kalifornischer Siedler benannt wurde: Anfang November 1846 fand die Donner Party die Route durch Schnee blockiert und war gezwungen, den Winter auf der Ostseite der Berge zu verbringen. Von den 81 Siedlern überlebten nur 45, einige von ihnen durch Kannibalismus (der bisher jedoch nicht nachgewiesen werden konnte).

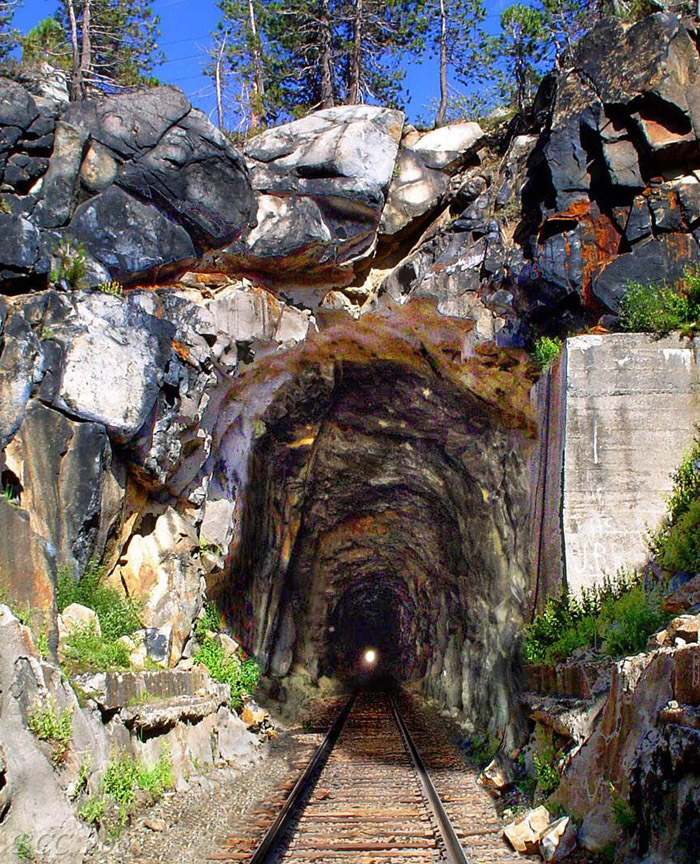
Westportal des Summit Tunnels mit digital einkopierten Schienen

Im Zuge der First Transcontinental Railroad, die am 10. Mai 1869 fertiggestellt wurde, überwanden vorwiegend chinesische Arbeiter der Central Pacific Railroad im Frühjahr 1868 den Donner Pass mit dem sogenannten Summit Tunnel (auch Tunnel #6). Die Strecke durch den Summit Tunnel wurde 1993 stillgelegt; seitdem läuft die Eisenbahnverbindung ausschließlich durch den tiefer liegenden Tunnel 41, der bereits seit 1925 in Betrieb war.
Am 13. Januar 1952 strandeten 222 Passagiere und Besatzungsmitglieder an Bord eines Zuges etwa 27 km westlich des Donner Passes am Yuba Pass. Der Personenzug City of San Francisco der Southern Pacific Railroad war auf dem Weg nach Westen durch extremen Schneefall blockiert. Die Passagiere und die Besatzung saßen drei Tage lang fest, bis der nahe gelegene Highway soweit geräumt werden konnte, dass eine Karawane von Autos sie in Sicherheit bringen konnte.

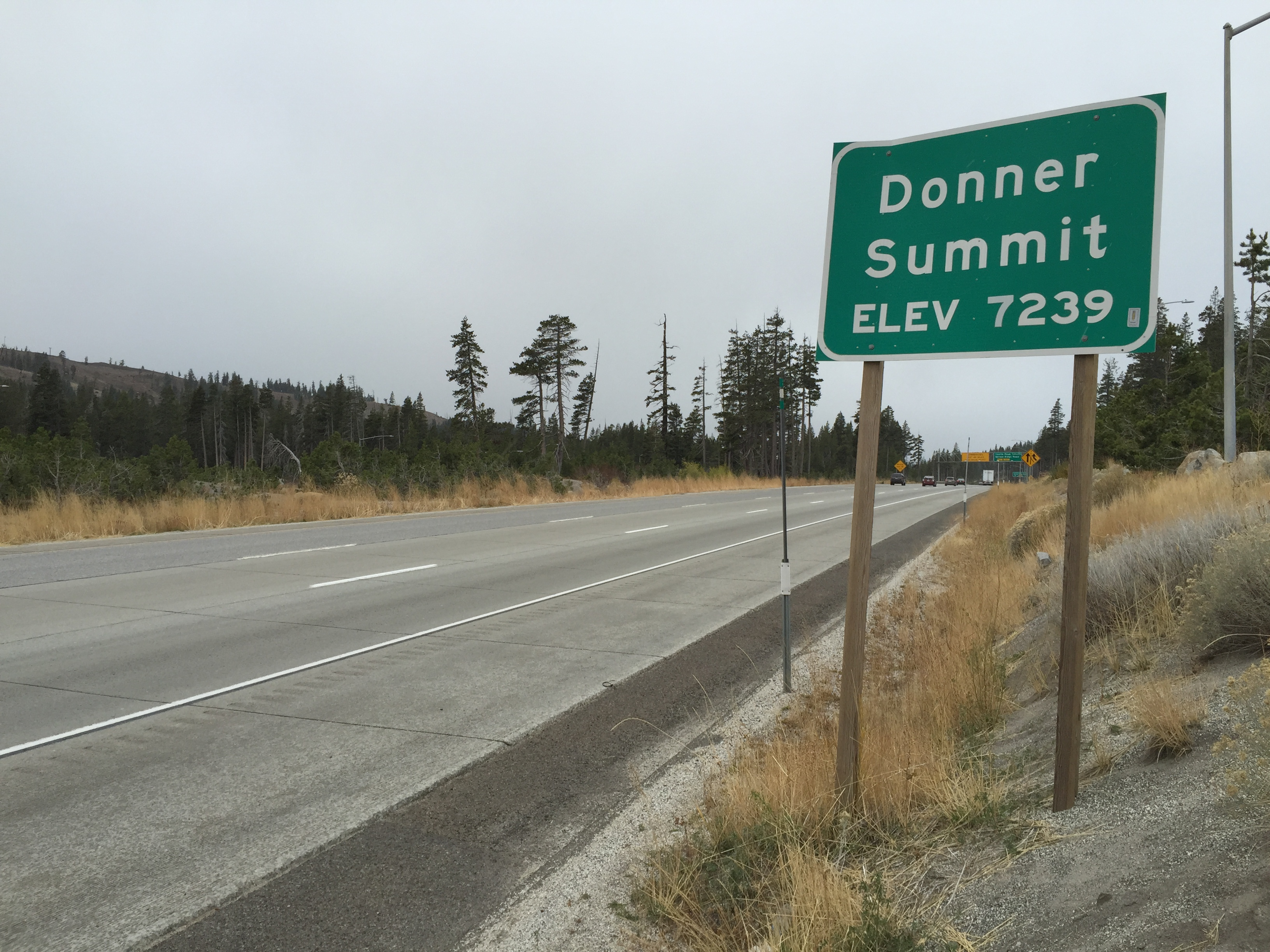
Donner Summit an der Interstate 80

Der Lincoln Highway, 1913 die erste Straße in Ost-West-Richtung quer durch die USA, überquerte den Donner Pass; diese Strecke war nach dem Ersten Weltkrieg auch ein Teil des Victory Highways und der U.S. Route 40 (US 40). Die Interstate 80 (I-80) wurde in den frühen 1960er Jahren durch dieses Gebiet gebaut. Die I-80 verläuft im Allgemeinen parallel zur Route der US 40 durch die Sierra Nevada, überquert jedoch den Sierra-Kamm über den Euer Saddle am Donner Summit, etwa 3,2 km nördlich des Donner Passes. Der Donner Summit liegt auf 2210 m (7240 Fuß) südlich der I-80. Der Donner Summit ist höher als der Donner Pass, aber breiter mit einem flacheren Anstieg. Der Highway aus den 1920er Jahren ist als malerische Alternative zur I-80 erhalten geblieben.